# كلينتون إتش. ستاغ
كلينتون إتش. ستاغ (بالإنجليزية: Clinton H. Stagg)‏ (نوفمبر 1888، نيوآرك في الولايات المتحدة - 3 مايو 1916، سانتا مونيكا في الولايات المتحدة)؛ كاتب سيناريو، صحفي وروائي أمريكي.

## روابط خارجية
- كلينتون إتش. ستاغ على موقع IMDb (الإنجليزية)